# Френк Ширан
Френк «Ірландець» Ширан (англ. Frank "The Irishman" Sheeran, повне ім'я — Френсіс Джозеф Ширан (англ. Francis Joseph Sheeran); 25 жовтня 1920, Камден (Нью-Джерсі), США — 14 грудня 2003, Філадельфія, Пенсільванія, США) — американський профспілковий діяч, тісно пов'язаний з мафіозною сім'єю Буфаліно.
Будучи посадовцем у «Міжнародному братстві перевізників» — впливовій профспілці водіїв-далекобійників, Ширан був однією з провідних фігур, що відповідають за зв'язок профспілки з мафією. Незадовго до своєї смерті Ширан зізнався, що за наказом мафії особисто вбив лідера профспілки Джиммі Хоффа. Про це його визнання повідомив громадськості Чарльз Брандт, автор документальних детективів, який написав книгу «I Heard You Paint Houses» (в перекладі з англ.  — «Я чув, ти фарбуєш будинки»), засновану на розповідях Ширана про своє життя.

## Біографія

### Ранні роки
Френк Ширан народився в Камдені (штат Нью-Джерсі) у 1920 році, в родині ірландського емігранта Томаса Френсіса Ширана-молодшого (1886-1968) і шведської емігрантки Мері Агнес Хансон. Дитинство провів у Дарбі (Пенсильвания), невеликому робочому містечку поряд з Філадельфією. Себе Френк вважав ірландцем-католиком. Зростом (1,93 м) він пішов у шведську рідню по материнській лінії. Ширани були бідні, і вже в ранньому дитинстві Френку доводилося красти овочі у місцевих фермерів. У 7 років він влаштувався на першу в своєму житті роботу, вигрібав попіл. Батько Френка був боксером-любителем (друга напівсередня вага) і займався в католицькому клубі «Шенахен», нерідко використовуючи бокс як покарання для сина. Деякий час Френк був вівтарним служкою в церкві Скорботної Божої Матері, поки його не вигнали за розпивання церковного вина. Закінчив 8 класів школи Діви Марії і вступив в «Дарбі хай скул», але незабаром кинув її. Після школи Френк працював у різних місцях, у тому числі в карнавальній групі «Ріджент» і на лісозаготівлях, поки не поступив учнем скляра в «Перлстейн глесс Компані».

### Друга світова війна
У серпні 1941 року Ширан поступив на службу в Армію США і, пройшовши базову підготовку під Білоксі (штат Міссісіпі), був призначений у військову поліцію. Після нападу на Перл-Харбор він добровільно зголосився в діючу армію і був направлений для навчання на парашутиста у Форт-Беннінг (штат Джорджія), але, вивихнув плече після першого стрибка з навчальної парашутної вишки і був переведений в 45-ю піхотну дивізію, відому як «Дивізія Громовий Птах». 14 липня 1943 року Ширан відплив у Північну Африку, в Касабланку.
За час служби Ширан в загальній складності 50 діб провів у самоволках і 411 днів у боях, при тому що в середньому на одного солдата зазвичай доводилося близько 100 бойових днів. Перший бойовий досвід Френк набув під час Італійської кампанії; включаючи вторгнення на Сицилію, висадку в Салерно, кампанію в Анціо і битву під Монте-Кассіно. Потім він брав участь у висадці на півдні Франції, боях на Арденнах і в вторгнення в Німеччину.
24 жовтня 1945 року Ширан був звільнений з армії США. Пізніше він згадав, що «демобілізували мене [...] за день до 25-річчя, але лише за календарем».

#### Досвід війни та його вплив на долю Ширана
Пізніше Ширан згадував свою військову службу як час, коли він вперше розвинув безсердечність по відношенню до людських жертв. Ширан стверджував, що був свідком або учасником масових вбивств італійських і німецьких військовополонених, які порушували Гаазькі конвенції 1899 і 1907 років і Женевську конвенцію про військовополонених 1929 року. У більш пізніх інтерв'ю з Чарльзом Брандтом він розділив такі вбивства на наступні категорії:
- Помста в запалі битви за смерть товаришів[12]
- Накази від командирів підрозділів про ліквідацію полонених[15]
- Різанина в Дахау та інші факти вбивств охоронців і наглядачів концентраційних таборів[14]

У жовтні 1945 року Френк у французькому Гаврі, напередодні відправки додому, випадково зустрів молодшого брата Тома, який також проходив службу в армії. Том, привітавши старшого брата, сказав: «Як ти змінився! Ти вже не той мій брат, який був до війни». Розповідаючи про це Брандту, Ширан розмірковував:
Я зрозумів, що Том мав на увазі. І вся справа в цих 411 днях боїв — вони закарбувалися не тільки на обличчі, але засіли в очах [...]
Я й сам розумів, що тепер уже не той, що раніше. Мене тепер уже багато не обходило. Я пройшов майже всю війну — чого і кого мені боятися? В Європі я пішов у себе і після цього вже більше не вийшов. До смерті звикаєш. Як і до того, що доводиться вбивати інших [...]
Ночами безперервно мене мучили кошмари, іноді я навіть не міг зрозуміти, де я [...]
Тобі довелося побачити безліч жахливих речей [...]

Опинившись вдома, я все частіше і частіше замислювався про смерть. Всі замислюються про неї. А потім раптом запитав себе: а що ти, власне, паришся? Ти не в силах вплинути на це. [...] Так якого біса мучити себе? Будь що буде. З деяких пір ці прості істини і стали для мене девізом. Я війну пройшов — що гіршого може зі мною статися? І поступово перестав думати про це. Будь що буде.

### Життя після війни
Покинувши службу і повернувшись додому, Ширан знову став працювати в «Перлстейн глесс Компані», але вже незабаром залишив цю компанію. Як він сам згадував про це: «не міг я більше перебувати на цій роботі після тієї військової вольниці [...] не міг я більше ходити в піднаглядних і пару місяців потому вирішив звідти відвалити». Після цього Френк змінив безліч робіт: розвозив влітку лід, а взимку вугілля, вантажив мішки з цементом, працював на будівництві, викидайлом, вчителем танців, мало не влаштувався в поліцію з подачі сенатора штату Джиммі Джаджема. Одночасно Ширан грав в американський футбол блокуючим півзахисником за команду католицького клубу «Шенахен».
Одружившись, Ширан став шукати постійну роботу. Спочатку він влаштувався працювати на «Бадд менюфекчурінг», яка виготовляла деталі автомобільних корпусів, але незабаром пішов звідти, внаслідок важких умов праці. У 1948 році він стає водієм вантажівки компанії «Свіфт міт», розвозячи по магазинах Філадельфії м'ясо. Пізніше Ширан отримав постійну роботу водія вантажівки у фірмі «Фуд Фейр» і вступив у профспілку водіїв «Міжнародне братство перевізників». Одночасно Френк працював викидайлом в барі «Ніксон боллрум» і уроками танців в дансинг-залі «Вагнер». У «Фуд Фейр» він пропрацював 10 років, поки не був змушений звільнитися через крадіжку перевезених товарів.
Серед водіїв «Фуд Фейр» було багато італійців, і незабаром Ширан, який вивчив італійську під час війни в Італії, обзавівся численними знайомими в італійських кварталах. Але найважливіше в його житті знайомство відбулося в 1955 році, коли Френк зустрівся з босом мафії північно-східній Пенсильванії Расселом Буфаліно, який став його другом і наставником на все життя.

## Кримінальна кар'єра
Вперше під судом Ширан опинився 4 лютого 1947 року. Все почалося зі сварки з двома пасажирами тролейбуса, яка переросла в бійку. Коли на місце події прибула поліція, Френк побився і з поліцейськими. Пізніше при обшуку в кишені Ширана виявили складаний ніж. В результаті за порушення громадського порядку, опір владі і приховування холодної зброї Френку довелося заплатити штраф, після чого він був випущений з пробації. У 1950-х роках, працюючи водієм фірми «Фуд Фейр», Ширан крав товари. Керівництво фірми незабаром довідалася про це, але не могло навіть звільнити Френка, не маючи доказів його провини. Зрештою, вони змогли змусити Ширана звільнитися.
Познайомившись з главами сімей Буфаліно і Філадельфії, Ширан знайшов нові джерела доходу як в профспілці, так і в мафії, зайнявшись, зокрема, лихварством і почавши вчиняти вбивства за наймом. Серед жертв Ширана профспілковий діяч Джиммі Хоффа і нью-йоркський гангстер Джозеф Галло на прізвисько «Божевільний Джо». Завдяки своїй злочинній хватці Френк став близьким партнером босів мафії Буфаліно і Анджело Бруно, користуючись великим впливом, незважаючи на те, що, не будучи італійцем, так і не був прийнятий в мафію, залишаючись весь цей час просто співучасником.
У 1980-х роках прокурор Рудольф Джуліані назвав Ширана одним з двох неіталійців у федеральному списку 26 найнебезпечніших бандитів США.

## Профспілкова кар'єра
Про кар'єру профспілкового діяча Ширан задумався ще в середині 1950-х років, подивившись фільм «В порту». Френк одразу вирішив, що нічим не гірше персонажа Марлона Брандо і коли-небудь теж буде працювати як член профспілки. Завдяки підтримці Буфаліно тодішній президент «Міжнародного братерства перевізників» Джиммі Хоффа взяв Ширана на роботу, розраховуючи використовувати його для залякування непокірних членів профспілки та членів конкуруючої Міжнародної профспілки моряків. З часом Ширан став главою 326-го відділення Міжнародного братства перевізників в штаті Делавер.

## Смерть
Френк Ширан помер від раку 14 грудня 2003 року у віці 83 років у будинку пристарілих недалеко від Філадельфії.

## Особисте життя
Повернувшись з війни, Ширан в 1947 році одружився з Мері Ледді, ірландською іммігранткою, яка працювала секретарем у фармацевтичному коледжі Філадельфії. Вона народила йому трьох дочок, Мері Енн, Пеггі і Долорес. У 1968 році вони розлучилися. Потім Френк одружився з жінкою на ім'я Айрін. У другому шлюбі у Ширана була одна дочка, Конні.

## Суперечливі твердження
Ширан стверджував, що брав участь у підготовці супротивників Фіделя Кастро, які брали участь у висадці в Затоці Свиней, а також знав деякі обставини, пов'язані із вбивством президента Джона Ф. Кеннеді. За словами Ширана, Джиммі Хоффа хотів, щоб Кеннеді помер, тому що його брат, Роберт «Боббі» Кеннеді, на той момент генеральний прокурор США, переслідував Хоффу, намагаючись домогтися його усунення від керівництва профспілки.
У книзі «I Heard You Paint Houses» (2004) Чарльз Брандт стверджує, що Ширан зізнався йому у вбивстві Хоффи. Френк також зізнався журналістам, що вбив Хоффу. ФБР все ще намагається пов'язати Ширана з вбивством Хоффи, сподіваючись на новітні технології судово-медичної експертизи. Коли ФБР запитали про нове тестування, вони просто сказали «Без коментарів», за словами Еріка Шона з Fox News, ведучого нового документального фільму про зникнення Хоффи під назвою «Загадка», який вийшов 27 листопада 2018 року.

## Медіа
У 2004 році письменник Чарльз Брандт опублікував документальну книгу «I Heard You Paint Houses» (в перекладі з англ.  — «Я чув, ти фарбуєш будинки»), засновану на розповідях Френка «Ірландця» Ширана. У листопаді 2019 року на Netflix відбулася прем'єра фільму Мартіна Скорсезе «Ірландець» по книзі Брандта. Роль Ширана виконав Роберт Де Ніро.